# Czołg w Neplach
Czołg w Neplach – czołg-pomnik typu T-34-85 znajdujący się we wsi Neple w województwie lubelskim, w Polsce. Czołg został podarowany mieszkańcom Nepli w 1984 roku przez żołnierzy pobliskiej jednostki wojskowej. Pomnik stanowi atrakcję turystyczną.

## Historia
Pomnik został ustanowiony w 1984 roku. Przypisuje się historie, która głosi, że czołg upamiętnia niemiecki odwrót na początku 1944 roku, kiedy Armia Czerwona wraz z 1 Brygadą Pancerną Ludowego Wojska Polskiego sforsowała rzekę Bug i ruszyła na Berlin. Czołgu-pomnikowi przypisuje się również anegdotę. Lufa, która była skierowana na zachód, w nocy została obrócona na wschód przez mieszkańców wsi. Rano żołnierze z okolicznej jednostki spostrzegli tę zmianę i naprowadzili działo ponownie na kierunek zachodni. Sytuacja powtarzała się przez kilka tygodni, aż wieżę z lufą zaspawano na sztywno. Obecnie zaspawane są również inne elementy czołgu.

## Wymiary
- Długość: 6 metrów
- Szerokość: 3 metry
- Wysokość: 2,5 metrów